# Eero Lehmann
Eero Lehmann (Düsseldorf, 17 de mayo de 1974) es un deportista alemán que compitió en esgrima, especialista en la modalidad de sable.
Participó en los Juegos Olímpicos de Sídney 2000, obteniendo una medalla de bronce en la prueba por equipos (junto con Dennis Bauer, Wiradech Kothny y Alexander Weber).

## Palmarés internacional
| Juegos Olímpicos | Juegos Olímpicos   | Juegos Olímpicos  | Juegos Olímpicos  |
| Año              | Lugar              | Medalla           | Prueba            |
| ---------------- | ------------------ | ----------------- | ----------------- |
| 2000             | Sídney (Australia) | Medalla de bronce | Sable por equipos |